# Динамическая идентификация типа данных
Динамическая идентификация типа данных (англ. run-time type information, run-time type identification, RTTI) — механизм в некоторых языках программирования, который позволяет определить тип данных переменной или объекта во время выполнения программы.

## Реализация
Существует множество реализаций такого механизма, но наиболее распространёнными являются:
- таблица указателей на объекты;
- хранение информации об объекте в памяти вместе с ним.

Таким образом, операция определения типа сводится либо к поиску в таблице, либо к просмотру нескольких байт до адреса, на который указывает указатель на объект. У каждого способа есть свои преимущества и недостатки.
К примеру, в первом случае для определения типа переменной, требуются некоторые операции поиска по таблице указателей.
А во втором случае, переменные начинают занимать больше места в оперативной памяти, чем ожидается, ведь к их известному размеру добавляется некоторое количество байтов, нужных для идентификации их типа.

### C++
В C++ для динамической идентификации типов применяются операторы dynamic_cast и typeid (определён в файле typeinfo.h), для использования которых информацию о типах во время выполнения обычно необходимо добавить через опции компилятора при компиляции модуля.
Оператор dynamic_cast пытается выполнить приведение к указанному типу с проверкой. Целевой тип операции должен быть типом указателя, ссылки или void*.
- Если целевой тип — тип указателя, то аргументом должен быть указатель на объект класса.
- Если целевой тип — ссылка, то аргумент должен также быть соответствующей ссылкой.
- Если целевым типом является void*, то аргумент также должен быть указателем, а результатом операции будет указатель, с помощью которого можно обратиться к любому элементу «самого производного» класса иерархии, который сам не может быть базовым ни для какого другого класса.

Оператор typeid возвращает ссылку на структуру type_info, которая содержит поля, позволяющие получить информацию о типе.

### Delphi
Компилятор Delphi сохраняет в исполняемом файле программы информацию обо всех классах, используемых в ней. При создании любого объекта в памяти перед ним (по отрицательным смещениям) располагается заголовок, в котором есть в том числе ссылка на структуру-описатель класса этого объекта. Встроенные в язык функции работают с этой информацией прозрачно для программиста. Оператор is позволяет проверить, является ли объект или тип наследником определённого типа, а оператор as используется для приведения объектов или интерфейсов от одного типа к другому, являясь аналогом dynamic_cast в C++.
Заголовки объектов — также неявно — используются для автоматического управления памятью.

### C#
В C# для определения типа объекта во время исполнения используется метод GetType, а также ключевые слова is и as, которые являются аналогами для typeid и dynamic_cast в C++ соответственно.

### Java
В Java тип объекта может быть получен при помощи метода getClass(), объявленного в классе java.lang.Object и потому реализуемого каждым классом. Для проверки принадлежности объекта определённому типу используется оператор instanceof, аналогом dynamic_cast из C++ является оператор приведения типа, который в случае несоответствия типов выбрасывает исключение ClassCastException.
На уровне байт-кода вызов метода класса записывается, как и вызов всякого другого метода, при помощи опкода invokevirtual. Для проверки приводимости объекта к типу используются опкоды instanceof и checkcast.

### Perl
В Perl тип объекта может быть определён с помощью функции blessed(), являющейся частью CPAN-модуля Scalar::Util. Функция принимает указатель на объект (blessed hash или аналог) и возвращает скаляр, содержащий имя класса.

### PHP
В стандартной библиотеке PHP определена функция gettype(), которая возвращает строку с именем встроенного типа или строку object, если тип переданного функции аргумента - определённый пользователем класс.